# Verdun (South Australia)
Verdun ist eine kleine Ortschaft bei den Adelaide Hills in South Australia, Australien, die zwischen Hahndorf und Bridgewater liegt und an welcher der South Eastern Freeway vorbeiführt. 2016 lebten hier 207 Menschen.
Verdun wurde im 19. Jahrhundert von preußischen Auswanderern unter dem Namen Grunthal gegründet. Der Ort wurde während des Ersten Weltkriegs, als sich in Australien eine antideutsche Stimmung entwickelte und zahlreiche deutsche Ortsnamen geändert wurden, nach Verdun, dem Ort der bedeutenden Schlacht des Ersten Weltkriegs, umbenannt. 
Im Ort befinden sich die Hills Christian Community School, ein Restaurant und eine Bücherei.